# Jure Zupan (kemik)
Jure Zupan, slovenski kemik in kemijski fizik, * 16. marec 1943, Ljubljana.
Zupan je leta jeta 1967 diplomiral iz fizike na ljubljanski FNT in 1972 doktoriral iz fizikalne kemije. Dve leti se je strokovno izpolnjeval v tujini. V letih 1966−1973 je bil zaposlen na Institutu Jožef Stefan, od 1974 dalje pa na Kemijskem inštitutu v Ljubljani, nazadnje na Odseku za kemijsko informatiko. Leta 1988 je bil izvoljen za rednega profesorja na ljubljanski FKKT. Kot gostujoči profesor je predaval na univerzah v ZDA, Belgiji, Nemčiji in Španiji. V letih 1998−2001 je bil predsednik nacionalnega znanstvenoraziskovalnega sveta Republike Slovenije. Področja njegovega raziskovanja so kemometrija (30 let kemometrije v Sloveniji: osebni pogled, 2003; Kemometrija in obdelava eksperimentalnih podatkov, 2009), analizna kemija, umetna inteligenca in uporaba nevronskih mrež ter s tem povezane interdisciplinarne raziskave, tudi na jezikoslovnem področju (Kaj je Prešeren rekel o ---: poezije in konkordance, 2001; Pomenska mreža slovenskih glagolov, ZRC SAZU, 2013). Je zaslužni raziskovalec Kemijskega inštituta (od leta 2011) ter član Evropske akademije znanosti in umetnosti (Salzburg). Mdr. je dobil Kidričevo nagrado (1991). 
Zupan je bil v 8. vladi Republike Slovenije minister za visoko šolstvo, znanost in tehnologijo (2004−2007).